# Muhammad Abdul Al-Khabyyr
Muhammad Abdul Al-Khabyyr (* 14. November 1959 in Hull, Québec, Kanada) ist ein kanadischer Jazzmusiker (Posaunist) und Musikpädagoge.

## Leben
Muhammad Abdul Al-Khabyyrs Vater ist Sayyd Abdul Al-Khabyyr. Muhammad studierte am Vanier College. Er gehörte ab 1987 mit seinem Vater gemeinsam zum Duke Ellington Orchestra unter Mercer Ellington. Später spielte er in den Orchestern von Denny Christianson, Andrew Homzy und Vic Vogel. 1993 war er bei der Aufnahme des Albums op. 1.7 von Francois Marcaurelle beteiligt. 1994 wirkte er mit Denny Christianson und seinem Orchester beim Du Maurier Downtown Jazz Festival de Montreal mit. 2000 spielte er mit Ranee Lee bei der Aufnahme ihrer Doppel-CD Dark Divas und spielte auf ihrer Tournee. 2003 war er Mitglied der Band Swing Dynamique und 2004 nahm er beim Plattenlabel Effendi das Album The Now beyond auf.
Muhammad Abdul Al-Khabyyr war Dozent für Bläser am Vanier College, der Concordia University und an der Schulich School of Music der Mc Gill University und am Collège d’enseignement général et professionnel, CEGEP. Zu seinen Schülern zählen Jill Townsend (* 1962), die Leiterin des Jill Townsend Jazz Orchestras und Modibo Keita.  Er ist ein Direktor der Guilde des Musiciens et Musiciennes du Québec. Er ist ein Bruder des Schlagzeugers Nasyr Abdul Al-Khabyyr.